# デュオニック

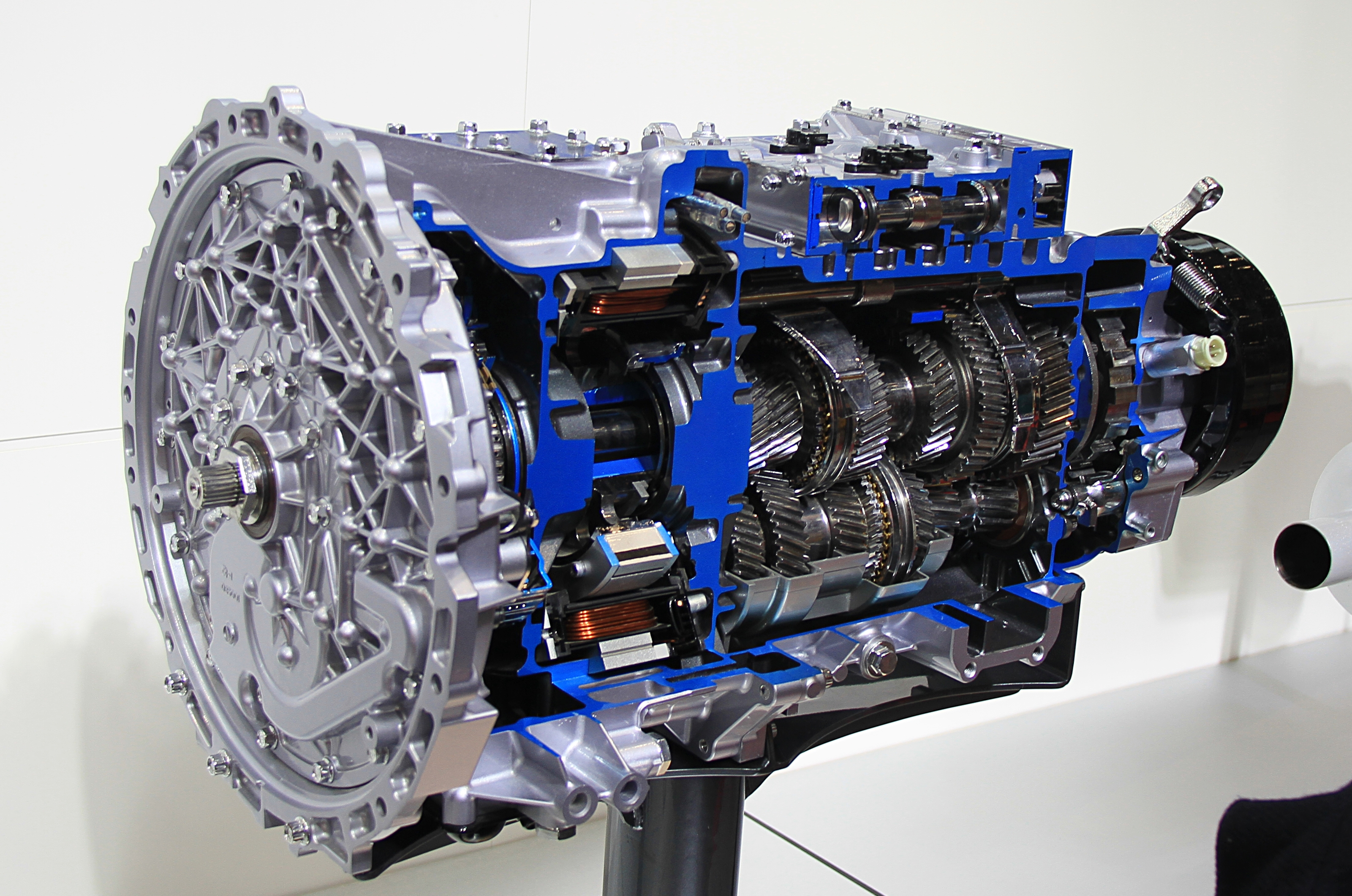
DUONICのカットモデル

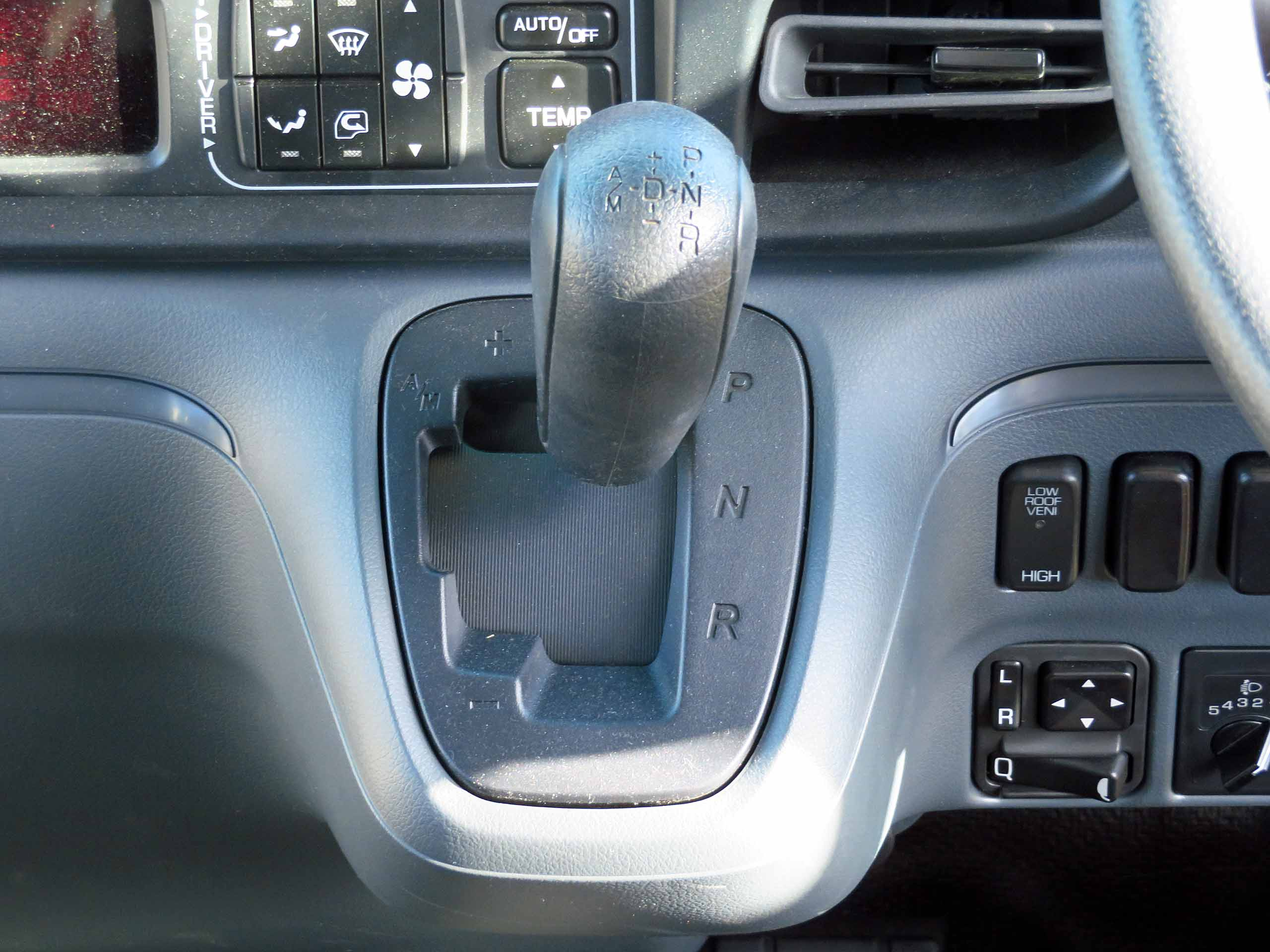
シフトレバー（ローザ）

デュオニック（DUONIC）は、三菱ふそうトラック・バスが開発した世界初の商用車用デュアルクラッチトランスミッション（DCT）の名称である。

## 概要
2010年に三菱ふそうトラック・バスが世界で初めて開発・発表したトラック・バス用のDCTである。翌年同社小型トラックである「キャンター」に搭載されデビューした。また2011年には、同社のバスである4代目「ローザ」の改良版にも搭載された。DCTのバスへの搭載も、このローザが世界初である。
トラック・バス用DCTは、パフォーマンス面の他にも経済的メリットが大きい（燃費面、乗客・積荷に対するショックの少なさ、クラッチ寿命延命による費用低減）ため、注目されている。
名前の由来は、二重奏の「DUO」とメルセデス・ベンツのAT「TRONIC」からの造語。
シフトレバーの操作は、
- ドライブ（中立）位置から上に動かすとシフトアップ、下に動かすとシフトダウン
- ドライブ位置から左に倒すと自動変速・手動変速の切り替え
- ドライブ位置から右に倒すとニュートラルになり、ニュートラル位置から上に動かすとパーキング[1]、下に動かすとリバース（後退）

となる。
2012年5月18日にフルモデルチェンジしたキャンターエコハイブリッドでは、デュオニックにモーターを組み込んだ世界初の「ハイブリッド用モーター内蔵デュアルクラッチ式トランスミッション」が搭載された。同様の組み合わせとしては翌年9月に投入されたホンダのSPORT HYBRID i-DCDがある。

## DCTの概要
基本的な構造はマニュアルトランスミッション（MT）と似ており、「動力源（エンジン）からの動力を、クラッチを介して歯車（ギア）に伝え、歯車の組合せ（減速比）を変えて車軸に伝達する」というもの。
しかし、DCTではクラッチとギアのセットが奇数段・偶数段の2系統に分かれており、その2つのクラッチを交互に繋ぎ変えることで瞬間的に変速を行っていくというシステム。DCTでは常に次のギアが待機した状態（例えば2速で走行している場合は状況に応じて1速または3速のギアが待機している）であり、変速の指令が出るともう一方のクラッチに繋ぎ変えるだけで変速が済むので、変速に要する時間が極めて短く、かつショックも極めて小さい。
なお、クラッチ操作および変速操作はコンピュータ制御により自動的に行われる（但し変速操作は手動での任意操作も受け付ける）。また、旧来のトルクコンバーターと遊星歯車機構を用いるオートマチックトランスミッション (AT) や無段変速機 (CVT) などと同様、パーキング (P) やリバース (R) のポジションが与えられていることもあり、オートマチック限定免許での運転が可能である。
「クラッチ操作と変速操作が自動化されている」という点では、ATの一種とも言える。また、「MTの構造を基本としている」ことに加え「クラッチ操作が自動である」という点でセミオートマチックトランスミッション（セミAT）と共通しており、DCTをセミATの一種として扱う場合もある。
こうした構造上の特性により、トルコン式ATやCVTと比べて、「燃費面で有利」、「ダイレクトな加減速が可能で車両の運動性能が向上する」といったメリットを持ち、さらにMTやセミATと比べて、「変速時のトルク抜けがなく、ショックも極めて小さいので、乗員・乗客・積荷に優しい」、また、「既存の機構の組み合せの上に成り立っているので、新機構としては基本的信頼性が既に高い」、「クラッチや変速操作が自動化されており操作が容易（対MT）」など多くのメリットを持つ。
元々1985年にポルシェ社がレーシングカーで試験採用し、その後トランスミッションメーカーであるボルグワーナー社により開発が進み、2003年にフォルクスワーゲン社により市販車に初搭載された。
以降は、地球環境に対する適応力が一層求められている現代の自動車業界において「燃費の向上」、「エミッションの低減」を実現できるという特徴が重宝され、またトータル性能の優位性がユーザーに認知されたことにより、急速に採用が拡大しており、商用車用の分野では三菱ふそうトラック・バスが世界初の商用車用DCTを開発し、「デュオニック」の名称で発表・搭載した。

## DCTのメカニズム
ギアセットを2系統持ち、片方のギアセットが奇数段を、もう片方のギアセットが偶数段を担当する。例えば変速段数が6段の場合は、「1-3-5-R」段と、「2-4-6」段の2つの系統に分かれている（メーカーにより多少異なるが、基本的に奇数段と偶数段を分けていることは変わらない）。
各ギアセットがそれぞれのクラッチを持ち、基本的にはどちらかのクラッチしか締結しない。例えば、停止状態から1速で走り出す場合はあらかじめ1速がコンピュータによってセレクトされ、1速のギアセットすなわち奇数ギアセット側がシンクロ動作を終え噛み合って待機している。ドライバーが発進のためアクセルを開けると、半クラッチ状態を経て奇数ギアセット側のクラッチを締結し車軸に動力が伝わり前進する。その間、一方の2速ギアセットすなわち偶数ギアセットはあらかじめシンクロ動作を終え噛合っている。車が2速で走行する領域に入った場合、即座にクラッチを奇数ギア用から偶数ギア用に切り替えることで、瞬時に2速への変速が完了する。また2速への変速が完了すると同時に、奇数ギアセット側はあらかじめ次の変速に備えて3速へのシンクロを行い噛み合わせを終えて待機状態に入る。以後の変速も同様に行われる。つまり、2つの異なるマニュアルトランスミッションを交互に切り替えていくような機構である。
次の変速段を準備する際は、アクセルの踏み込み量や車速などから運転状況を自動的に判断し、シフトアップ側かシフトダウン側かを判断している（例えば3速に入っていた場合、次に2速に切り替えるのか4速に切り替えるのかを自動的に判断している）。ごくまれに変速の予測をコンピュータが誤ることもあるが、即座に訂正され、変速の際にごくわずかな間をおきつつすぐに適切なギアが選択される。一気にシフトアップやシフトダウンを行う際はギアを飛ばして変速するものもある。また、シフトダウン時はクラッチの回転数とエンジンの回転数を合わせる動作（ブリッピング）が自動的に行われることが多い。なお、これら動作を滑らかに行うには動力（エンジントルク）をバイワイヤで制御できる必要がある。
DCTではクラッチを切り替える時間そのものが変速時間となり、その時間はミリセカンドという速さで、特に速いモデルではわずか0.05秒以下程度である（モデルによって多少異なるが、旧来のセミAT等と比べるとほとんどのケースで極めて短い）。そのため、MTとは異なりクラッチを完全に切って加速を断絶する時間がほとんどないため、加速中にトルクが抜けず、乗り心地と加速を向上できるというメリットが生まれる。また、過給機を装着したエンジンの場合、MTやトルコン式ATに比べ、変速時にスロットルを絞る必要もないので、過給圧が落ちず、ターボラグを抑制できるというメリットもある。これは環境規制から産まれた「エンジンのダウンサイジング」（=エンジンを小排気量化し環境性能を上げつつ、出力不足分を過給機で補う）の潮流にマッチしていることを意味する。
また、純粋なMTと比較すると、シフトパターンが増えることによる誤操作を完全に無視することができる。またセミATと比較しても軸方向の寸法を短縮できるため、市販の小・中型乗用車では前進6段がほぼ限界であるのに対し、DCTでは前進7段以上にすることができる。多段化により、エンジンの効率の高い範囲を有効に使うことができるので、燃費や環境面で有意であり、さらにスポーツ性も向上することから、実際に多くのモデルで7速DCTが採用されている。
なお、停止状態からブレーキペダルを離しアクセルペダルに足を移行する間、旧来のトルコンATのクリープ現象と同様の擬似的なクリープ現象を起こすように設計されているので、旧来のトルコン式ATの利用者が乗り換えた際にも違和感が出ないように配慮されており、同時に微低速度域での車両の動きがぎこちなくならないように工夫されている（ただし初期のDCTには擬似クリープ現象は設定されておらず、旧来のセミATと同様、ブレーキを離すと車体はニュートラル状態となっていた）。
クラッチディスクは、乾式のものと湿式のものがあるが、何れも長寿命であり基本的には交換する必要がなく、メンテナンス・コスト面でも有利である。摩耗によるクリアランスも自動調整される（ただし日産・GT-Rは定期調整を指定している）。クラッチディスクは基本的に2つのギアセット用の独立動作するクラッチ板が同心円状に配置されるが、その機構に関しては特許が取得されているため、その特許を持つメーカーがDCTの生産を行うメーカーにクラッチを納入してトランスミッションを組み立てるなどの方法をとっている。ギア部分は従来のMTとほとんど同じ構成のシンクロメッシュ機構を持つ常時噛合式で、シフトフォークをアクチュエータで作動させて変速する。シンクロメッシュは短時間で変速を行うために容量の大きなものが使用される。

## 従来のトランスミッションに対する優位性
従来のコンベンショナルなAT（トルコン+遊星歯車もしくはトルコン+平行軸歯車）は、MTと比べてクラッチがトルコンに置き換わったためクラッチの切断・締結操作が不要となり、変速操作も自動化されてドライバーの操作負担は軽減されたが、反面トルコンの滑りにより動力の伝達ロスが大きかったため、MTに比べ燃費面で不利であった。また、変速は滑らかな一方、MTのようなダイレクト感や素早さに欠けていた。
一方、クラッチ操作や変速を自動化しつつ、MTに近いフィーリングを得ることを目的に開発されたセミATでは、スポーツカーを中心に広く採用され、いまだ多くの車種に設定されているが、改良は進んだものの依然として変速時のショックが大きく、また変速時に駆動系へのトルクの切断時間が比較的長いという問題があった。
そこで登場したのがこのDCTであり、コンベンショナルなAT、MT、セミAT、それぞれの良いとこ取りをしたものと言える。
ギアはMTとほぼ同じ機構を持つため、機械的な伝達効率はMTに迫る。2系統のクラッチセットを交互に繋ぎ変えることにより動力を途切れなく伝達でき、セミATのようなトルク抜けによる違和感も解消している。その他、前述のように高い環境性能を有するなど利点も多い。MTと比べた場合は、厳密に言うと、アクチュエーターの作動用油圧ポンプによる駆動ロスや開放側多板クラッチの引きずりロスの分、伝達効率はMTよりも1～2%程度落ちてしまい、またATと比べた場合でもシステムトータルの質量は現在のところ若干重いが、ドライバーの技量や操作の癖などによらず良好な燃費を得ることができるので、旧来のATの代替システムとしては十分である（なおドイツのクラッチメーカーLuK社の調査では、DCTはエンジンとバイワイヤによりコンピューターにて協調制御されていることから、ATは無論のこと、人間が操作することになるMTよりも更に燃費が大幅に向上するという調査結果もある）。また、DCTの構造はトランスミッションケースをはじめ、ギアやクラッチを含めて旧来のMTと共通化させる事が可能な部品が多く、実際、ラインナップにMTとDCTの両方を用意しているモデルの中には、DCTをベースに設計を一部変更しMTに転用している事例も出てきている。そうした工夫により、DCTの製造コストを旧来のトルコン式ATやCVT以下に抑え、場合によってはMT並とすることに成功しているケースもある。
DCTはこれまで多くのスポーツカーに採用されてきたセミATと比べると、「MTと同様の構造を基本にクラッチと変速の操作を自動化した」という点では同じで、MT並のダイレクト感を得るという点では共通しているが、セミATでは変速に要するタイムラグがあり、その短縮には物理的な限界があった。DCTはクラッチを2系統持ち、それらを状況に応じて瞬時に繋ぎ変えるという構造により、タイムラグを解消した。従ってセミATは一部の需要を除き順次DCTに置き換わっていく物と推測され、実際に多くのメーカーがセミATからDCTに切り替えている。（フェラーリ、ポルシェ、アルファロメオ、BMWなど）
また、クラッチ容量を増大させればハイパワー車や大型車などの大トルクを要求する車種にも対応できる。実際、DCTが登場して間もない2005年にはブガッティ・ヴェイロンが最高出力1,001馬力、最大トルク127.5kgf・mを誇るハイパワーエンジンに7速DCTを組み合わせて登場し、さらに2010年には最高出力を1,200馬力、最大トルクを153kgf・mにまで高めたグレードを設定し、DCTが高出力エンジンに耐えうることを実証している。また、同年には三菱ふそうトラック・バスから車両総重量25tを許容するトラック用DCTも開発・搭載され、普通車用の比ではない高い耐久性や長期間に渡る信頼性が求められる商用車の分野でも、バスを含め、着実に広まっていくものと推定される。

## DCTの特徴・メリット
- 変速時のタイムラグが極めて小さく、シフトショックも少ないため、乗員乗客や積荷に優しい
- 入力軸側と出力軸側がダイレクトに繋がっているため、燃費面でも有利
- トルク抜けがなく、ダイレクト感が強いため、スポーツ走行でも性能向上により実際のタイムアップにつながる
- ターボなどの過給機付きエンジンとの組み合わせの場合、トルコンATと比べると変速時に瞬間的にスロットルを絞る必要がないため、いわゆるターボラグが減少する（近年の「エンジンのダウンサイジング」の潮流にマッチしている）
- マニュアルやATに比べ多段化がしやすいため、エンジンのパフォーマンスを有効に使える（環境面で将来性が高い）
- クラッチ操作と変速操作が完全に自動化されており、さらにパーキング (P) やリバース (R) などのシフトが設けられているので、従来のAT感覚で運転ができる（AT限定免許での運転が可能）
- 任意での変速操作も受け付けるため、スポーツ走行や、トラック・バスにおける乗員・積荷・路面などの状況に応じたドライバーの意志通りの変速が可能
- 構成要素のほとんどが既存部品の上に成り立っているので、新しい機構の割にはすでに高い信頼性を有している
- 超絶的な出力を誇るブガッティ・ヴェイロンへの搭載や、三菱ふそうトラック・バスによる市販化などからも見て取れるように、大入出力にも耐えられる構造である
- クラッチ操作が完全自動化されており、不要な「すべり」が起きないため、クラッチの交換が基本的に不要であり、メンテナンス・コスト面で有利である

## デュオニック搭載車種
- キャンター
  - 2010年11月11日発売の8代目キャンターに搭載[3]。
  - 構造上、ダンプカーや消防車等向けのパワーテイクオフにも対応することができる。
- ローザ
  - 2011年8月31日発売の4代目ローザの改良版に搭載。DCTのバスへの搭載はこのローザが世界初である。